# Luis González de Guzmán
Ludwik Gonzalez de Guzman (hiszp. Luis González de Guzmán) – wielki mistrz zakonu Calatravy w latach 1407–1443.
Wybrany wielkim mistrzem mimo sprawowania urzędu w tym czasie przez Henryka de Villena. W związku z nieuznaniem swojej dymisji przez konkurenta, przez 8 lat panowała dwuwładza w zakonie, a każdy z przeciwników uważał się za prawowitego, legalnie wybranego zwierzchnika zakonu.
W 1422 r. mistrz Gonzalez de Guzman zlecił rabinowi Mojżeszowi Aben Regalowi (Arragelowi) przekład Starego Testamentu na język kastylijski, motywując to tym, że dotychczasowe przekłady nie były wierne oryginałowi i były już przestarzałe językowo. W rezultacie tego powstała tzw. Biblia de Alba, która ujrzała światło dzienne w 1430 r.